# Primer ministre d'Angola
El primer ministre d'Angola, segons la constitució angolesa de 1992 era un alt funcionari del govern de Angola, però amb poders limitats com a cap de govern.
Juntament amb la resta del Consell de Ministres, el primer ministre era nomenat pel President. La posició va ser creada originalment quan Angola es va independitzar de Portugal l'11 de novembre de 1975, però va ser abolida el 1978, quan el president Agostinho Neto va consolidar el seu poder. No hi va haver el primer ministre fins a 1991, quan el president José Eduardo dos Santos va reintegrar el càrrec després d'un acord de pau amb el partit de l'oposició. El càrrec també va estar vacant entre 1999 i 2002.
Finalment el càrrec va ser abolit de nou amb l'aprovació de la nova Constitució d'Angola en 2010, que integra les funcions de primer ministre al despatx del president, que no se sotmet a la confiança de la majoria parlamentària, al contrari que el primer ministre.

## Clau
Partits polítics
- Moviment Popular per l'Alliberament d'Angola (MPLA)

## Primers Ministres d'Angola (1975–2010)
| №                                                            | Retrat                     | Nom (naixement-mort)                           | Mandat                     | Mandat                     | Partit polítics            |
| República Popular d'Angola                                   | República Popular d'Angola | República Popular d'Angola                     | República Popular d'Angola | República Popular d'Angola | República Popular d'Angola |
| ------------------------------------------------------------ | -------------------------- | ---------------------------------------------- | -------------------------- | -------------------------- | -------------------------- |
| 1                                                            |                            | Lopo do Nascimento (1942–)                     | 11 de novembre de 1975     | 9 de desembre de 1978      | MPLA                       |
| Càrrec abolit (9 de desembre de 1978 – 19 de juliol de 1991) |                            |                                                |                            |                            |                            |
| 2                                                            |                            | Fernando José de França Dias Van-Dúnem (1934–) | 19 de juliol de 1991       | 27 d'agost de 1992         | MPLA                       |
| República d'Angola                                           |                            |                                                |                            |                            |                            |
| (2)                                                          |                            | Fernando José de França Dias Van-Dúnem (1934–) | 27 d'agost de 1992         | 2 de desembre de 1992      | MPLA                       |
| 3                                                            |                            | Marcolino Moco (1953–)                         | 2 de desembre de 1992      | 3 de juny de 1996          | MPLA                       |
| (2)                                                          |                            | Fernando José de França Dias Van-Dúnem (1934–) | 3 de juny de 1996          | 29 de gener de 1999        | MPLA                       |
| Vacant (29 de gener de 1999 – 6 de desembre de 2002)         |                            |                                                |                            |                            |                            |
| 4                                                            |                            | Fernando da Piedade Dias dos Santos (1950–)    | 6 de desembre de 2002      | 30 de setembre de 2008     | MPLA                       |
| 5                                                            |                            | Paulo Kassoma (1951–)                          | 30 de setembre de 2008     | 4 de febrer de 2010        | MPLA                       |
| Càrrec abolit (4 de febrer de 2010 – present)                |                            |                                                |                            |                            |                            |